# Warner TV Film
Warner TV Film (bis 24. September 2021: TNT Film) ist ein Bezahlfernsehsender betrieben von Turner Broadcasting System (Warner Bros. Discovery), welcher vor allem ältere Spielfilme ausstrahlt. TNT ist nach eigenen Angaben der weltweit meistverbreitete Spielfilmsender. Warner TV Film sendet ausschließlich Spielfilme und kann dabei auf die umfangreichen Archive des Medienkonzerns WarnerMedia (u. a. mit den Hollywood-Studios Warner Bros., MGM, United Artists und RKO) zugreifen.
Am 5. Dezember 2006 startete ein deutschsprachiger Ableger des Senders Turner Classic Movies mit 24-Stunden-Programm, der in einigen Kabelnetzen sowie per Satellit im Programmpaket von arena empfangbar war. Ebenfalls ist er über den KabelKiosk von Eutelsat zu empfangen. Bereits zuvor konnten Zuschauer einiger digitaler Kabelnetze den pan-europäischen Ableger sehen.
Am 31. März 2007 startete der Sender auch im kostenpflichtigen Digitalangebot des Kabelnetzbetreibers Kabel Deutschland im Bouquet von Kabel Digital HOME, Unity Digital TV Family von Unitymedia und im Kabelkiosk.
Zum 4. Juli 2009 wurde TCM in TNT Film umbenannt und ist seitdem mit dem Programmpaket Sky Welt Extra zu buchen, davor war er seit dem 1. September 2007 Bestandteil des Programmpaketes Premiere Star von Sky-Vorläufer Premiere. Bei Kabel BW ist der Sender seit dem 1. Oktober 2010 über das eigene Pay-TV-Paket DigitalTV HIGHLIGHTS zu empfangen. Außerdem ist der Sender über die IPTV-Plattformen von Magine TV und Telekom Entertain zu buchen. In der Schweiz ist der Kanal via UPC Schweiz und Quickline zu empfangen.
Gesendet wird rund um die Uhr in deutscher Sprache, alternativ kann man auf englische Sprache umschalten.
Am 11. Oktober 2010 gegen 20:11 Uhr hat TNT Film die simultancast-Ausstrahlung in HD bei Unitymedia gestartet. Seit dem 10. November 2010 ist der Sender auch bei Kabel Deutschland sowie ab dem 1. Dezember 2010 bei Kabel BW und der Deutschen Telekom zu empfangen. In der Schweiz kann TNT Film HD über Cablecom empfangen werden.
Zum 25. September 2021 wurde der Sender umgestaltet und in Warner TV Film umbenannt.

## Senderlogos

Logo von Turner Classic Movies bis zum 4. Juli 2009
Logo von TNT Film HD bis zum 30. Mai 2016
Logo von 1. Juni 2016[6] bis 24. September 2021
HD-Logo von 1. Juni 2016[7] bis 24. September 2021
Logo von Warner TV Film seit 25. September 2021
Logo von Warner TV Film HD von 25. September 2021 bis 2024